# Elecciones estatales de São Paulo de 1986
Las elecciones estatales de São Paulo en 1986 se realizaron el 15 de noviembre como parte de las elecciones generales en el Distrito Federal, en 23 estados y en los territorios federales de Amapá y Roraima. Fueron elegidos el gobernador Orestes Quércia, el vicegobernador Almino Afonso, los senadores Mário Covas y Fernando Henrique Cardoso, todos miembros del Partido del Movimiento Democrático Brasileño (PMDB) además de 60 diputados federales y 84 estatales en la última elección de gobernador donde estuvo en vigencia la segunda vuelta.
El voto otorgado a la planilla mayoritaria del PMDB le permitió ganar veintiocho escaños (47%) en disputa para diputado federal y treinta y siete (44%) para diputado estadual, números que no fueron superiores sólo por la negativa del partido para hacer coaliciones. Entre los diputados federales electos figuraba Ulysses Guimarães, quien en la legislatura juramentada el 1 de febrero de 1987 acumuló la presidencia del PMDB, la de la Cámara de Diputados y la Asamblea Nacional Constituyente responsable de la Constitución de 1988 y ejerció la presidencia de la República como sustituto constitucional de José Sarney . Sin embargo, la condición de diputado federal más votado en todo el país fue dividida entre Luiz Inácio Lula da Silva del Partido de los Trabajadores (PT), en términos de voto nominal, y Ottomar Pinto del Partido Laborista Brasileño (PTB), por el criterio proporcional, este último elegido en Roraima .
Aunque comandaba políticamente el estado, el gobernador Orestes Quércia enfrentó una disidencia que resultó en la creación del PSDB, el partido de Franco Montoro, Fernando Henrique Cardoso y tres futuros gobernadores: Mário Covas, Geraldo Alckmin y José Serra. Con eso hubo una separación formal entre el quercismo y sus rivales internos.

## Candidatos

### Gobernador
| Gobernador      | Gobernador | Gobernador | Cargos anteriores                          | Vicegobernador     | Vicegobernador | Vicegobernador | Nª | Coalición                                   |
| Candidato       | Partido    | Partido    | Cargos anteriores                          | Candidato          | Partido        | Partido        | Nª | Coalición                                   |
| --------------- | ---------- | ---------- | ------------------------------------------ | ------------------ | -------------- | -------------- | -- | ------------------------------------------- |
| Paulo Maluf     |            | PDS        | Diputado Federal por São Paulo (1983-1987) | Reynaldo de Barros |                | PFL            | 11 | Unión Popular PDS, PFL, PDC, PPB, PMB, PND  |
| Eduardo Suplicy |            | PT         | Diputado Federal por São Paulo (1983-1987) | Paulo Otavio       |                | PT             | 13 | Sin Coalición                               |
| Antônio Ermírio |            | PTB        | Sin cargo político anterior                | José Roberto       |                | PTB            | 14 | Unión Liberal Laborista Social PTB, PL, PSC |
| Orestes Quércia |            | PMDB       | Vicegobernador de São Paulo (1983-1986)    | Almino Afonso      |                | PMDB           | 15 | Sin Coalición                               |
| Teotônio Simões |            | PH         | Sin cargo político anterior                | Humberto Talarico  |                | PH             | 19 | Sin Coalición                               |

#### Biografía del Gobernador Electo
Nacido en Pedregulho, Orestes Quércia se graduó como abogado en la Pontificia Universidad Católica de Campinas y en esta ciudad fue periodista y administrador de empresas antes de establecerse como empresario. Su vida política comenzó en el Partido Libertador (PL) cuando fue electo concejal de Campinas en 1962 y durante el Régimen Militar de 1964 ingresó al Movimiento Democrático Brasileño (MDB) y fue electo diputado estadual en 1966, alcalde de Campinas en 1968 y senador en 1974 impidiendo la reelección de Carvalho Pinto parte de la Alianza Renovadora Nacional (ARENA), que partía como favorito. En 1980, se unió al Partido del Movimiento Democrático Brasileño (PMDB) y se postuló como candidato a gobernador de São Paulo, cargo que mantuvo hasta que aceptó ser vicegobernador de Franco Montoro en 1982 en una unión victoriosa y llegó al gobierno del estado en 1986 tras triunfar en una campaña inicialmente marcada por la polarización entre Antônio Ermírio de Moraes del Partido Laborista Brasileño (PTB) y Paulo Maluf del Partido Democrático Social (PDS).

#### Biografía del Vicegobernador Electo
Fue elegido vicegobernador Almino Afonso, abogado formado en la Universidad de São Paulo y nacido en Humaitá. Elegido diputado federal por Amazonas en 1958 y 1962, fue ministro del Trabajo en el gobierno de João Goulart y por ello fue destituido y exiliado por los militares al amparo del Acta Institucional Número Uno. Después de vivir en diferentes países de América del Sur, regresó a Brasil en 1976 y después de tres años se unió al Movimiento Democrático Brasileño (MDB). Regresó a la política como candidato a senador en una subleyenda del PMDB en 1982 y al final de las elecciones fue reposicionado como primer suplente de Severo Gomes y al año siguiente fue nombrado secretario de Asuntos Metropolitanos en el gobierno de Franco Montoro.

### Senador Federal
| Senador                   | Senador                                   | Senador | Cargos anteriores                                | Suplentes               | Suplentes | Suplentes | Nª  | Coalición                                   |
| Candidato                 | Partido                                   | Partido | Cargos anteriores                                | Candidato               | Partido   | Partido   | Nª  | Coalición                                   |
| ------------------------- | ----------------------------------------- | ------- | ------------------------------------------------ | ----------------------- | --------- | --------- | --- | ------------------------------------------- |
| José Maria Marin          |                                           | PDS     | Vicegobernador de São Paulo (1982-1983)          | Edevaldo Alves da Silva |           | PFL       | 111 | Unión Popular PDS, PFL, PDC, PPB, PMB       |
| José Maria Marin          | Fernando Maluf                            | PDS     | Vicegobernador de São Paulo (1982-1983)          |                         | PDS       |           | 111 | Unión Popular PDS, PFL, PDC, PPB, PMB       |
| Fábio Meireles            | -                                         | PDS     | Nelson do Carmo                                  |                         | PDS       | 112       |     | Unión Popular PDS, PFL, PDC, PPB, PMB       |
| Fábio Meireles            | -                                         | PDS     | Celso Kassab                                     |                         | PDC       | 112       |     | Unión Popular PDS, PFL, PDC, PPB, PMB       |
| Hélio Bicudo              |                                           | PT      | Ministro de Hacienda (1963)                      | Guilherme Simões        |           | PT        | 131 | Sin Coalición                               |
| Hélio Bicudo              | Nelson Campanholo                         | PT      | Ministro de Hacienda (1963)                      |                         |           | PT        | 131 | Sin Coalición                               |
| Jacó Bittar               | Sin cargo político anterior               | PT      | Lélia Abramo                                     | 132                     |           | PT        |     | Sin Coalición                               |
| Jacó Bittar               | Sin cargo político anterior               | PT      | Gilberto Costa                                   | 132                     |           | PT        |     | Sin Coalición                               |
| Antônio Duarte Nogueira   |                                           | PTB     | Alcalde de Ribeirão Preto (1969-1973; 1977-1983) | João Baptista Barreto   |           | PTB       | 141 | Unión Liberal Laborista Social PTB, PL, PSC |
| Antônio Duarte Nogueira   | Jaqueline Araújo                          | PTB     | Alcalde de Ribeirão Preto (1969-1973; 1977-1983) |                         | PSC       |           | 141 | Unión Liberal Laborista Social PTB, PL, PSC |
| Mário Covas               |                                           | PMDB    | Prefecto de São Paulo (1983-1986)                | Marcos Mendonça         |           | PMDB      | 151 | Sin Coalición                               |
| Mário Covas               | Joaquim dos Santos Andrade                | PMDB    | Prefecto de São Paulo (1983-1986)                |                         |           | PMDB      | 151 | Sin Coalición                               |
| Fernando Henrique Cardoso | Senador Federal por São Paulo (1983-1992) | PMDB    | Eva Blay                                         | 152                     |           | PMDB      |     | Sin Coalición                               |
| Fernando Henrique Cardoso | Senador Federal por São Paulo (1983-1992) | PMDB    | Osvaldo de Oliveira                              | 152                     |           | PMDB      |     | Sin Coalición                               |
| Egisto Domenicali         |                                           | PMC     | -                                                | Miriam da Conceição     |           | PMC       | 181 | Acción Comunitaria PMC, PCN                 |
| Egisto Domenicali         | César Augusto Alves                       | PMC     | -                                                |                         | PCN       |           | 181 | Acción Comunitaria PMC, PCN                 |
| Sílvia Luiza Borini       |                                           | PH      | -                                                | José Geraldo Cordini    |           | PH        | 191 | Sin Coalición                               |
| Sílvia Luiza Borini       | Francisco Corrêa                          | PH      | -                                                |                         |           | PH        | 191 | Sin Coalición                               |
| Luiz Jaime Faria          | -                                         | PH      | Luiz Carlos Mello                                | 192                     |           | PH        |     | Sin Coalición                               |
| Luiz Jaime Faria          | -                                         | PH      | André Pantaleão                                  | 192                     |           | PH        |     | Sin Coalición                               |
| Fernando Vergueiro        |                                           | PL      | -                                                | Alberto Lopes           |           | PL        | 221 | Unión Liberal Laborista Social PTB, PL, PSC |
| Fernando Vergueiro        | Agnaldo Pereira                           | PL      | -                                                |                         | PSC       |           | 221 | Unión Liberal Laborista Social PTB, PL, PSC |

#### Biografía de Senadores electos

##### Mário Covas
El senador electo con mayor número de votos fue el ingeniero civil Mário Covas . Nacido en Santos y graduado en la Universidad de São Paulo, fue secretario municipal de Obras en su ciudad natal donde, en 1961, perdió las elecciones para alcalde. Miembro del Partido Social Laborista (PST), fue electo diputado federal en 1962 y tras la llegada del Régimen Militar en 1964 fue reelegido en 1966 por el MDB, sin embargo fue blanco del Acto Institucional Número Cinco en 1969 y permaneció diez años en juicio político, cuando trabajaba en el sector privado. Tras su castigo, fue elegido presidente del directorio estatal del MDB. Reelegido diputado federal por el PMDB en 1982, tomó una excedencia para asumir la Secretaría de Transportes del gobierno de Franco Montoro, cargo al que renunció cuando fue nombrado alcalde de São Paulo el 10 de mayo de 1983 y fue elegido senador en 1986 .

##### Fernando Henrique Cardoso
Nacido en Río de Janeiro, el sociólogo Fernando Henrique Cardoso se graduó en la Universidad de São Paulo. Profesor de la institución, donde obtuvo el Doctorado en Ciencias Sociales en 1961. Dos años más tarde realizó un posgrado en la Universidad de París. Contemporáneo de Florestan Fernandes y Alain Touraine, se exilió durante el Régimen Militar de 1964 y por ello trabajó para la Comisión Económica para América Latina y el Caribe en Santiago, Chile. Retirado por Acta Institucional Número Cinco en 1968, trabajó en la creación del Centro Brasileño de Análisis y Planificación y luego enseñó en Chile, Estados Unidos, Francia, México, Reino Unido y Suiza. Hijo de Leônidas Cardoso, fue candidato a senador en una subleyenda del MDB en 1978 y aun derrotado se convirtió en suplente de Franco Montoro, a quien siguió en la afiliación al PMDB. A partir de la victoria del titular en las elecciones para el gobierno de São Paulo en 1982, Fernando Henrique Cardoso fue elegido presidente de la Asociación Internacional de Sociología en el año en cuestión y fue derrotado por Jânio Quadros en las elecciones para alcalde de São Paulo en 1985, pero fue reelegido senador en 1986.

## Resultados

### Gobernador
| Partido                   | Partido                   | Candidatos                | Votos      | %      |
| ------------------------- | ------------------------- | ------------------------- | ---------- | ------ |
|                           | PMDB                      | Orestes Quércia           | 5.578.795  | 40,78  |
|                           | PTB                       | Antônio Ermírio de Moraes | 3.675.176  | 26,86  |
|                           | PDS                       | Paulo Maluf               | 2.668.425  | 19,50  |
|                           | PT                        | Eduardo Suplicy           | 1.508.589  | 11,83  |
|                           | PH                        | Teotônio Simões           | 250.657    | 1,83   |
|                           |                           |                           |            |        |
| Votos válidos             | Votos válidos             | Votos válidos             | 13.681.642 | 88,54  |
| Votos en blanco           | Votos en blanco           | Votos en blanco           | 1.282.989  | 8,30   |
| Votos nulos               | Votos nulos               | Votos nulos               | 487.877    | 3,16   |
| Total                     | Total                     | Total                     | 15.452.508 | 100,00 |
| Registrados/Participación | Registrados/Participación | Registrados/Participación | 16.010.572 | 96,51  |

     Electo

### Senador Federal
| Partido                        | Partido                        | Candidatos                     | Votos      | %      |
| ------------------------------ | ------------------------------ | ------------------------------ | ---------- | ------ |
|                                | Mário Covas                    | Mário Covas                    | 7.785.667  | 32,78  |
| Fernando Henrique Cardoso      | Fernando Henrique Cardoso      | 6.223.995                      | 26,20      |        |
| PMDB                           | PMDB                           | PMDB                           | 14.009.662 | 58,98  |
|                                | Hélio Bicudo                   | Hélio Bicudo                   | 2.456.837  | 10,34  |
| Jacó Bittar                    | Jacó Bittar                    | 1.747.423                      | 7,36       |        |
| PT                             | PT                             | PT                             | 4.204.260  | 17,70  |
|                                | José Maria Marin               | José Maria Marin               | 2.256.142  | 9,50   |
| Fábio Meireles                 | Fábio Meireles                 | 1.285.885                      | 5,41       |        |
| PDS                            | PDS                            | PDS                            | 3.542.027  | 14,91  |
|                                | PTB                            | Antônio Ermírio de Moraes      | 784.885    | 3,30   |
|                                | PL                             | Fernando Vergueiro             | 379.285    | 1,60   |
| Unión Liberal Laborista Social | Unión Liberal Laborista Social | Unión Liberal Laborista Social | 1.164.170  | 4,90   |
|                                | Sílvia Luiza Borini            | Sílvia Luiza Borini            | 230.169    | 0,97   |
| Luiz Jaime Faria               | Luiz Jaime Faria               | 159.878                        | 0,67       |        |
| PH                             | PH                             | PH                             | 390.047    | 1,64   |
|                                | PMC                            | Egisto Domenicali              | 115.482    | 0,49   |
|                                |                                |                                |            |        |
| Votos válidos                  | Votos válidos                  | Votos válidos                  | 23.751.679 | 76,85  |
| Votos en blanco                | Votos en blanco                | Votos en blanco                | 5.951.805  | 19,26  |
| Votos nulos                    | Votos nulos                    | Votos nulos                    | 1.201.532  | 3,89   |
| Total                          | Total                          | Total                          | 15.452.508 | 100,00 |
| Registrados/Participación      | Registrados/Participación      | Registrados/Participación      | 16.010.572 | 96,51  |

     Electos

### Diputados federales electos
Los candidatos electos se enumeran con información adicional de la Cámara de Diputados. Los números de los candidatos fueron identificados a partir de investigaciones realizadas en el Archivo Oficial de Prensa del estado de São Paulo.
| Número | Diputados federales electos | Partido | Votos   | Ciudad de origen         | Estado             |
| ------ | --------------------------- | ------- | ------- | ------------------------ | ------------------ |
| 1371   | Luiz Inácio Lula da Silva   | PT      | 651.763 | Caetés                   | Pernambuco         |
| 1521   | Ulysses Guimarães           | PMDB    | 590.873 | Itirapina                | São Paulo          |
| 2222   | Afif Domingos               | PL      | 508.931 | São Paulo                | São Paulo          |
| 1576   | José Serra                  | PMDB    | 160.868 | São Paulo                | São Paulo          |
| 1475   | Francisco Rossi             | PTB     | 141.862 | Caçapava                 | São Paulo          |
| 1590   | José Carlos Grecco          | PMDB    | 135.136 | Mauá                     | São Paulo          |
| 1540   | Geraldo Alckmin             | PMDB    | 125.127 | Pindamonhangaba          | São Paulo          |
| 1451   | Arnaldo Faria de Sá         | PTB     | 115.469 | São Paulo                | São Paulo          |
| 1561   | Theodoro Mendes             | PMDB    | 114.141 | Sorocaba                 | São Paulo          |
| 1525   | Francisco Amaral            | PMDB    | 112.701 | Campinas                 | São Paulo          |
| 1586   | João Cunha                  | PMDB    | 106.946 | Ribeirão Preto           | São Paulo          |
| 1572   | Robson Marinho              | PMDB    | 105.996 | Belo Horizonte           | Minas Gerais       |
| 2550   | Fausto Rocha                | PFL     | 90.850  | São Paulo                | São Paulo          |
| 1161   | Cunha Bueno                 | PDS     | 89.335  | São Paulo                | São Paulo          |
| 1111   | Arnold Fioravante           | PDS     | 87.212  | Piracicaba               | São Paulo          |
| 1559   | Ralph Biasi                 | PMDB    | 84.263  | Americana                | São Paulo          |
| 1577   | João Herrmann               | PMDB    | 78.996  | Campinas                 | São Paulo          |
| 1516   | Tidei de Lima               | PMDB    | 77.156  | Bauru                    | São Paulo          |
| 1550   | Roberto Cardoso Alves       | PMDB    | 77.146  | Aparecida                | São Paulo          |
| 1529   | Gerson Marcondes            | PMDB    | 76.777  | São Paulo                | São Paulo          |
| 1191   | Antônio Delfim Netto        | PDS     | 76.342  | São Paulo                | São Paulo          |
| 1588   | Koyu Iha                    | PMDB    | 73.424  | Santos                   | São Paulo          |
| 1717   | José Maria Eymael           | PDC     | 72.132  | Porto Alegre             | Río Grande del Sur |
| 1504   | Caio Pompeu de Toledo       | PMDB    | 69.535  | São Paulo                | São Paulo          |
| 1503   | Samir Achôa                 | PMDB    | 68.220  | Vera Cruz                | São Paulo          |
| 1509   | Antônio Perosa              | PMDB    | 65.179  | Urupês                   | São Paulo          |
| 1332   | Plínio de Arruda Sampaio    | PT      | 63.899  | São Paulo                | São Paulo          |
| 1522   | Felipe Cheidde              | PMDB    | 62.050  | Fernão                   | São Paulo          |
| 2506   | Agripino de Oliveira Lima   | PFL     | 61.497  | Lençóis Paulista         | São Paulo          |
| 1594   | Bete Mendes                 | PMDB    | 58.019  | Santos                   | São Paulo          |
| 2526   | Ricardo Izar                | PFL     | 55.327  | São Paulo                | São Paulo          |
| 1552   | Airton Sandoval             | PMDB    | 54.391  | Itirapuã                 | São Paulo          |
| 1578   | Paulo Zarzur                | PMDB    | 54.194  | São Paulo                | São Paulo          |
| 1514   | Del Bosco Amaral            | PMDB    | 53.730  | Santos                   | São Paulo          |
| 1570   | Doreto Campanari            | PMDB    | 52.960  | Marília                  | São Paulo          |
| 1220   | Ademar de Barros Filho      | PDT     | 51.082  | São Paulo                | São Paulo          |
| 1542   | Manoel Moreira              | PMDB    | 51.028  | Vitorino Freire          | Maranhão           |
| 1315   | Luiz Gushiken               | PT      | 50.580  | Osvaldo Cruz             | São Paulo          |
| 2520   | José Camargo                | PFL     | 50.463  | São Roque                | São Paulo          |
| 1350   | Florestan Fernandes         | PT      | 50.024  | São Paulo                | São Paulo          |
| 1425   | Jayme Paliarin              | PTB     | 48.327  | Espírito Santo do Pinhal | São Paulo          |
| 1258   | Nelson Seixas               | PDT     | 47.978  | São José do Rio Preto    | São Paulo          |
| 1596   | João Rezek                  | PMDB    | 47.418  | Araçatuba                | São Paulo          |
| 1515   | Fernando Gasparian          | PMDB    | 46.576  | São Paulo                | São Paulo          |
| 2511   | Jorge Maluly Neto           | PFL     | 46.400  | Fartura                  | São Paulo          |
| 1566   | Fábio Feldmann              | PMDB    | 46.183  | São Paulo                | São Paulo          |
| 2545   | Mendes Thame                | PFL     | 45.631  | Piracicaba               | São Paulo          |
| 1188   | Antônio Salim Curiati       | PDS     | 44.771  | Avaré                    | São Paulo          |
| 1546   | Roberto Rollemberg          | PMDB    | 44.531  | Campinas                 | São Paulo          |
| 1492   | Joaquim Bevilacqua          | PTB     | 43.442  | São José dos Campos      | São Paulo          |
| 1460   | José Egreja                 | PTB     | 41.131  | Timburi                  | São Paulo          |
| 1421   | Gastone Righi               | PTB     | 40.010  | Santos                   | São Paulo          |
| 1443   | Mendes Botelho              | PTB     | 38.223  | Brasília de Minas        | Minas Gerais       |
| 2002   | Dirce Tutu Quadros          | PSC     | 34.228  | São Paulo                | São Paulo          |
| 1321   | Eduardo Jorge               | PT      | 32.022  | Salvador                 | Bahía              |
| 1415   | Solon Borges dos Reis       | PTB     | 28.579  | Casa Branca              | São Paulo          |
| 1313   | José Genoino                | PT      | 28.054  | Quixeramobim             | Ceará              |
| 1468   | Farabulini Junior           | PTB     | 27.765  | São Paulo                | São Paulo          |
| 1333   | Irma Passoni                | PT      | 22.166  | Concórdia                | Santa Catarina     |
| 1382   | Gumercindo Milhomem         | PT      | 20.066  | Imperatriz               | Maranhão           |

#### Por Partido/Federación
| Partido                   | Partido                                            | Votos      | %      | Escaños | ±     |
| ------------------------- | -------------------------------------------------- | ---------- | ------ | ------- | ----- |
| 15                        | Partido del Movimento Democrático Brasileño (PMDB) | 5.274.397  | 44,29  | 28      | 2     |
| 13                        | Partido de los Trabajadores (PT)                   | 1.581.237  | 13,28  | 8       | 2     |
| 14                        | Partido Laborista Brasileño (PTB)                  | 1.289.272  | 10,83  | 9       | 1     |
| 11                        | Partido Democrático Social (PDS)                   | 1.159.767  | 9,74   | 4       | 12    |
| 25                        | Partido del Frente Liberal (PFL)                   | 750.566    | 6,30   | 6       | Nuevo |
| 22                        | Partido Liberal (PL)                               | 628.144    | 5,28   | 1       | Nuevo |
| 12                        | Partido Democrático Laborista (PDT)                | 389.520    | 3,27   | 2       | 2     |
| 23                        | Partido Comunista Brasileño (PCB)                  | 121.231    | 1,02   | 0       | Nuevo |
| 40                        | Partido Socialista Brasileño (PSB)                 | 120.364    | 1,01   | 0       | Nuevo |
| 20                        | Partido Social Cristiano (PSC)                     | 106.996    | 0,90   | 1       | Nuevo |
| 17                        | Partido Demócrata Cristiano (PDC)                  | 100.917    | 0,85   | 1       | Nuevo |
| 19                        | Partido Humanista (PH)                             | 94.093     | 0,79   | 0       | Nuevo |
| 24                        | Partido Comunista de Brasil (PCdoB)                | 91.189     | 0,77   | 0       | Nuevo |
| 18                        | Partido Municipalista Comunitario (PMC)            | 61.550     | 0,52   | 0       | Nuevo |
| 26                        | Partido Municipalista Brasileño (PMB)              | 58.354     | 0,49   | 0       | Nuevo |
| 16                        | Partido del Pueblo Brasileño (PPB)                 | 50.525     | 0,42   | 0       | Nuevo |
| 31                        | Partido Comunitario Nacional (PCN)                 | 17.404     | 0,15   | 0       | Nuevo |
| 37                        | Partido Nacionalista Democrático (PND)             | 11.068     | 0,09   | 0       | Nuevo |
|                           |                                                    |            |        |         |       |
| Votos válidos             | Votos válidos                                      | 11.906.594 | 77,05  |         |       |
| Votos en blanco           | Votos en blanco                                    | 2.386.987  | 15,45  |         |       |
| Votos nulos               | Votos nulos                                        | 385.846    | 7,50   |         |       |
| Total                     | Total                                              | 15.452.508 | 100,00 | 60      | 14    |
| Registrados/Participación | Registrados/Participación                          | 16.010.572 | 96,51  | 8,27    | 8,27  |

### Diputados estatales electos
Había 84 escaños en juego en la Asamblea Legislativa de São Paulo, y los números de candidatos fueron identificados a partir de investigaciones realizadas en la Colección de Prensa Oficial del estado de São Paulo.
| Número | Diputados estatales electos | Partido | Votos   | Ciudad de orgien       | Estado              |
| ------ | --------------------------- | ------- | ------- | ---------------------- | ------------------- |
| 11111  | Afanásio Jazadji            | PDS     | 558.138 | São Paulo              | São Paulo           |
| 15208  | Luiz Carlos Santos          | PMDB    | 114.583 | Araxá                  | Minas Gerais        |
| 15211  | Jurandyr Paixão Filho       | PMDB    | 101.866 | Cunha                  | São Paulo           |
| 15115  | Wagner Rossi                | PMDB    | 83.100  | São Paulo              | São Paulo           |
| 25235  | Edson Ferrarini             | PFL     | 80.914  | São Paulo              | São Paulo           |
| 15234  | Ary Kara                    | PMDB    | 78.560  | Neves Paulista         | São Paulo           |
| 15185  | Edinho Araújo               | PMDB    | 78.008  | Santa Fé do Sul        | São Paulo           |
| 15132  | Carlos Apolinário           | PMDB    | 66.344  | São Paulo              | São Paulo           |
| 15202  | Vanderlei Macris            | PMDB    | 66.262  | Americana              | São Paulo           |
| 15125  | Mauro Bragato               | PMDB    | 65.018  | Promissão              | São Paulo           |
| 15219  | Aloysio Nunes               | PMDB    | 64.311  | São José do Rio Preto  | São Paulo           |
| 11277  | Osvaldo Bettio              | PDS     | 61.734  | Promissão              | São Paulo           |
| 15182  | Getúlio Hanashiro           | PMDB    | 61.409  | Itariri                | São Paulo           |
| 15240  | Ruth Escobar                | PMDB    | 61.124  | Campanhã               | Portugal            |
| 15285  | Luís Francisco da Silva     | PMDB    | 60.354  | Pirassununga           | São Paulo           |
| 15124  | Roberto Purini              | PMDB    | 60.305  | Poloni                 | São Paulo           |
| 15181  | Waldyr Alceu Trigo          | PMDB    | 59.094  | Sertãozinho            | São Paulo           |
| 15199  | Nelson Nicolau              | PMDB    | 58.467  | São João da Boa Vista  | São Paulo           |
| 15232  | Adilson Monteiro Alves      | PMDB    | 57.800  | São Paulo              | São Paulo           |
| 15121  | Tonico Ramos                | PMDB    | 56.757  | Mococa                 | São Paulo           |
| 15297  | Nefi Tales                  | PMDB    | 55.544  | Guaíra                 | São Paulo           |
| 15116  | Arnaldo Jardim              | PMDB    | 52.806  | Altinópolis            | São Paulo           |
| 15222  | Fernando Leça               | PMDB    | 52.621  | Bragança Paulista      | São Paulo           |
| 11211  | Erasmo Dias                 | PDS     | 51.794  | Paraguaçu Paulista     | São Paulo           |
| 15200  | Luiz Lauro Ferreira         | PMDB    | 51.035  | Monte Belo             | Minas Gerais        |
| 15172  | Dalla Pria                  | PMDB    | 51.013  | Quatá                  | São Paulo           |
| 15146  | Rubens Lara                 | PMDB    | 50.717  | São Paulo              | São Paulo           |
| 15139  | João Bastos Soares          | PMDB    | 50,215  | Lavrinhas              | São Paulo           |
| 15161  | Luiz Máximo                 | PMDB    | 48.403  | Jacareí                | São Paulo           |
| 15229  | Tonca Falseti               | PMDB    | 47.647  | Bariri                 | São Paulo           |
| 15249  | Victor Sapienza             | PMDB    | 47.434  | São Paulo              | São Paulo           |
| 22222  | Eduardo Bittencourt         | PL      | 46.969  | São Paulo              | São Paulo           |
| 25125  | Artur Alves Pinto           | PFL     | 46.691  | São Paulo              | São Paulo           |
| 15111  | Eni Galante                 | PMDB    | 46.542  | Niterói                | Río de Janeiro      |
| 15114  | Jorge Tadeu Mudalen         | PMDB    | 45.308  | Guarulhos              | São Paulo           |
| 15173  | Guiomar Namo de Melo        | PMDB    | 41.267  | São Paulo              | São Paulo           |
| 15213  | Milton José Baldochi        | PMDB    | 41.251  | São José da Bela Vista | São Paulo           |
| 15158  | Walter Mendes               | PMDB    | 40.697  | Cesário Lange          | São Paulo           |
| 14169  | Barros Munhoz               | PTB     | 40.449  | São Paulo              | São Paulo           |
| 25290  | Jairo Matos                 | PFL     | 39.801  | Piracicaba             | São Paulo           |
| 14281  | Maurício Sandoval Ribeiro   | PTB     | 38.967  | Franca                 | São Paulo           |
| 15112  | Lobbe Neto                  | PMDB    | 38.404  | São Paulo              | São Paulo           |
| 14101  | Fauze Carlos                | PTB     | 38.238  | Catiguá                | São Paulo           |
| 13165  | José Cicote                 | PT      | 37.865  | Poloni                 | São Paulo           |
| 15166  | Laerte Pinto da Cunha       | PMDB    | 37.789  | São José dos Campos    | São Paulo           |
| 15105  | Randal Juliano Garcia       | PMDB    | 37.283  | Jundiaí                | São Paulo           |
| 15261  | Erci Ayala                  | PMDB    | 37.176  | Tambaú                 | São Paulo           |
| 14250  | Osvaldo Sbeghen             | PTB     | 36.758  | Mineiros do Tietê      | São Paulo           |
| 15110  | Sebastião Bognar            | PMDB    | 35.858  | Álvaro de Carvalho     | São Paulo           |
| 13280  | Luíza Erundina              | PT      | 35.622  | Uiraúna                | Paraíba             |
| 11244  | Marcelino Romano Machado    | PDS     | 35.615  | Ribeirão Preto         | São Paulo           |
| 14171  | Daniel Marins Alessi        | PTB     | 35.120  | São Paulo              | São Paulo           |
| 25155  | Corauci Sobrinho            | PFL     | 34.820  | Ribeirão Preto         | São Paulo           |
| 14111  | Fernando Silveira           | PTB     | 33.406  | Amargosa               | Bahía               |
| 14179  | José Wilson Toni            | PTB     | 33.118  | Ribeirão Preto         | São Paulo           |
| 25232  | Waldemar Matos Silveira     | PFL     | 31.450  | Limeira                | São Paulo           |
| 14161  | Tadashi Kuriki              | PTB     | 30,564  | General Salgado        | São Paulo           |
| 13234  | Telma de Souza              | PT      | 28.615  | Santos                 | São Paulo           |
| 14200  | Wadih Helu                  | PTB     | 28.060  | Tatuí                  | São Paulo           |
| 14187  | Luíz Tortorello             | PTB     | 28.009  | Matão                  | São Paulo           |
| 11101  | Sylvio Martini              | PDS     | 27.751  | Araraquara             | São Paulo           |
| 11138  | Conte Lopes                 | PDS     | 26.945  | São Paulo              | São Paulo           |
| 25118  | Nabi Abi Chedid             | PFL     | 26.899  | Ramarith               | Líbano              |
| 14222  | Vicente Botta               | PTB     | 26.366  | São Carlos             | São Paulo           |
| 11222  | Amaral Furlan               | PDS     | 25.455  | Sertãozinho            | São Paulo           |
| 14141  | Moisés Lipnik               | PTB     | 25.399  | Cali                   | Colombia            |
| 25113  | João do Pulo                | PFL     | 24.815  | Pindamonhangaba        | São Paulo           |
| 14113  | Israel Zekcer               | PTB     | 24.236  | São Paulo              | São Paulo           |
| 13268  | José Dirceu                 | PT      | 23.990  | Passa Quatro           | Minas Gerais        |
| 11192  | Maurício Najar              | PDS     | 23.696  | Mogi das Cruzes        | São Paulo           |
| 13185  | Ivan Valente                | PT      | 23.184  | São Paulo              | São Paulo           |
| 11115  | Paulo Osório Silveira Bueno | PDS     | 23.117  | São Paulo              | São Paulo           |
| 25288  | José Coimbra                | PFL     | 22.701  | Coxim                  | Mato Grosso del Sur |
| 11204  | Hatiro Shimomoto            | PDS     | 22.431  | São Paulo              | São Paulo           |
| 11196  | Abdo Antônio Hadade         | PDS     | 22.191  | São Paulo              | São Paulo           |
| 25161  | Ivan Espíndola de Ávila     | PFL     | 21.830  | Santos                 | São Paulo           |
| 12190  | Miguel Martini              | PDT     | 21.302  | Mogi Guaçu             | São Paulo           |
| 13288  | Roberto Gouveia Nascimento  | PT      | 21.184  | Ituiutaba              | Minas Gerais        |
| 13155  | Antônio Lucas Buzato        | PT      | 20.266  | José Bonifácio         | São Paulo           |
| 13130  | Clara Ant                   | PT      | 19.925  | La Paz                 | Bolivia             |
| 12127  | Hilkias de Oliveira         | PDT     | 19.407  | Uchoa                  | São Paulo           |
| 13146  | Expedito Soares Batista     | PT      | 19.375  | Diamantina             | Minas Gerais        |
| 13183  | José Machado                | PT      | 19.238  | Tanabi                 | São Paulo           |
| 12196  | Antônio Calixto             | PDT     | 14.469  | Altinópolis            | São Paulo           |

#### Por Partido/Federación
| Partido                   | Partido                                            | Votos      | %      | Escaños | ±           |
| ------------------------- | -------------------------------------------------- | ---------- | ------ | ------- | ----------- |
| 15                        | Partido del Movimento Democrático Brasileño (PMDB) | 4.742.300  | 40,26  | 37      | 5           |
| 11                        | Partido Democrático Social (PDS)                   | 1.634.459  | 13,89  | 11      | 11          |
| 14                        | Partido Laborista Brasileño (PTB)                  | 1.508.169  | 12,82  | 13      | 2           |
| 13                        | Partido de los Trabajadores (PT)                   | 1.336.771  | 11,36  | 10      | 1           |
| 25                        | Partido del Frente Liberal (PFL)                   | 845.699    | 7,19   | 9       | Nuevo       |
| 12                        | Partido Democrático Laborista (PDT)                | 474.822    | 4,04   | 3       | 3           |
| 22                        | Partido Liberal (PL)                               | 327.443    | 2,78   | 1       | Nuevo       |
| 40                        | Partido Socialista Brasileño (PSB)                 | 132.888    | 1,13   | 0       | Nuevo       |
| 19                        | Partido Humanista (PH)                             | 127.479    | 1,08   | 0       | Nuevo       |
| 23                        | Partido Comunista Brasileño (PCB)                  | 117.467    | 1,00   | 0       | Nuevo       |
| 18                        | Partido Municipalista Comunitario (PMC)            | 112.419    | 0,96   | 0       | Nuevo       |
| 24                        | Partido Comunista de Brasil (PCdoB)                | 91.189     | 0,78   | 0       | Nuevo       |
| 17                        | Partido Demócrata Cristiano (PDC)                  | 79.116     | 0,67   | 0       | Nuevo       |
| 26                        | Partido Municipalista Brasileño (PMB)              | 70.342     | 0,60   | 0       | Nuevo       |
| 16                        | Partido del Pueblo Brasileño (PPB)                 | 59.394     | 0,50   | 0       | Nuevo       |
| 20                        | Partido Social Cristiano (PSC)                     | 45.674     | 0,39   | 0       | Nuevo       |
| 31                        | Partido Comunitario Nacional (PCN)                 | 40.641     | 0,35   | 0       | Nuevo       |
| 37                        | Partido Nacionalista Democrático (PND)             | 23.575     | 0,20   | 0       | Nuevo       |
|                           |                                                    |            |        |         |             |
| Votos válidos             | Votos válidos                                      | 11.763.303 | 76,13  |         |             |
| Votos en blanco           | Votos en blanco                                    | 2.531.585  | 16,38  |         |             |
| Votos nulos               | Votos nulos                                        | 1.157.620  | 7,49   |         |             |
| Total                     | Total                                              | 15.452.508 | 100,00 | 84      | Sin cambios |
| Registrados/Participación | Registrados/Participación                          | 16.010.572 | 96,51  | 8,27    | 8,27        |